# Saint-Martial-de-Valette
Saint-Martial-de-Valette är en kommun i departementet Dordogne i regionen Nouvelle-Aquitaine i sydvästra Frankrike. Kommunen ligger i kantonen Nontron som tillhör arrondissementet Nontron. År 2022 hade Saint-Martial-de-Valette 801 invånare.

## Befolkningsutveckling
Antalet invånare i kommunen Saint-Martial-de-Valette
Referens:INSEE